# Kőszegdoroszló
Kőszegdoroszló – wieś na Węgrzech, w komitacie Vas, w powiecie Kőszeg, 9 km od miasta Kőszeg i 15 od Szombathely.
W 2014 zamieszkiwana przez 248 osób, a w 2015 przez 246 osób.
Burmistrzem jest Tamás Imre Joó.